# Episodi di I Am Groot
La serie animata I Am Groot è costituita da due stagioni, composte da cinque episodi ciascuna. Gli episodi vengono pubblicati sul servizio di streaming on demand Disney+. La prima stagione della serie è stata pubblicata il 10 agosto 2022, mentre la seconda stagione è stata distribuita il 6 settembre 2023.
Tutti gli episodi sono diretti e scritti da Kirsten Lepore.
Il protagonista è Baby Groot dai film del Marvel Cinematic Universe.
| nº               | Titolo originale             | Titolo italiano            | Pubblicazione    |
| Prima stagione   | Prima stagione               | Prima stagione             | Prima stagione   |
| ---------------- | ---------------------------- | -------------------------- | ---------------- |
| 1                | Groot's First Steps          | I primi passi di Groot     | 10 agosto 2022   |
| 2                | The Little Guy               | Il piccoletto              | 10 agosto 2022   |
| 3                | Groot's Pursuit              | Il passatempo di Groot     | 10 agosto 2022   |
| 4                | Groot Takes a Bath           | Groot fa il bagno          | 10 agosto 2022   |
| 5                | Magnum Opus                  | Magnum Opus                | 10 agosto 2022   |
| Seconda stagione |                              |                            |                  |
| 1                | Are You My Groot?            | Vuoi essere il mio Groot?  | 6 settembre 2023 |
| 2                | Groot Noses Around           | Nasi di Groot in giro      | 6 settembre 2023 |
| 3                | Groot's Snow Day             | Groot sulla neve           | 6 settembre 2023 |
| 4                | Groot's Sweet Treat          | La dolce delizia di Groot  | 6 settembre 2023 |
| 5                | Groot and the Great Prophecy | Groot e la Grande Profezia | 6 settembre 2023 |

## I primi passi di Groot
- Titolo originale: Groot's first steps

### Trama
Mentre cresce in un vaso, Baby Groot è accudito da robot. Quando appare una crepa sul suo vaso, i robot sostituiscono Groot con una pianta di bonsai. Per gelosia, Groot attacca la pianta ed entrambi cadono sul pavimento, provocando la rottura dei loro vasi e Groot compie i suoi primi passi.

## Il piccoletto
- Titolo originale: The little guy

### Trama
Baby Groot costruisce una piccola fortezza con dei ramoscelli, ma viene distrutta da un uccello alieno. Dopo che Groot smette di lamentarsi, trova dei piccoli alieni sotto una roccia e gioca con loro, solo che gli alieni vedono questo come un nemico e lanciano un contrattacco. Groot spaventato fa una puzzetta a forma di foglia, che gli alieni trovano come fonte di cibo. Groot vuole dargli un cespuglio di foglie vicino a lui per sentirsi ancora elogiato, però lì calpesta per sbaglio e fugge via.

## Il passatempo di Groot
- Titolo originale: Groot's Pursuit

### Trama
Svegliandosi nel bel mezzo del suo sonno nel quadrante dell'Elettore, Baby Groot trova una fiala rotta e ne traccia il liquido color grigio. Successivamente incontra Iwua, un alieno mutaforma che lo impersona. La coppia balla, con l'alieno che gli insegna i passi di danza, finché Groot non espelle Iwua dall'astronave.

## Groot fa il bagno
- Titolo originale: Groot takes a bath

### Trama
Baby Groot trova una pozza di fango e si fa il bagno. Successivamente scopre che le foglie crescono fuori di lui a causa del fango e si fa vari travestimenti, provocando l'irritazione di un uccello alieno piumato. Groot alla fine svuota il fango mentre le foglie si staccano immediatamente. Mentre l'alieno ride di lui, Groot gli taglia i capelli per usarli come sciarpa.

## Magnum Opus

### Trama
Baby Groot raccoglie vari oggetti all'interno dell'astronave per fare un ritratto ai Guardiani della Galassia, provocando in seguito un'esplosione all'interno di una delle stanze. Rocket trova Groot che cerca di riparare un buco esploso, con del nastro adesivo e li consegna il disegno. Un'altra esplosione fa quasi risucchiare Rocket fuori dall'astronave e Groot lo salva.

## Vuoi essere il mio Groot?
- Titolo originale: Are You My Groot?

### Trama
Su un pianeta alieno, Baby Groot trova un uovo strano in un nido. Lo adotta e lo considera come il suo proprio figlio, ma è irritato dalla sua incessante tendenza i fare la cacca. Quando i suoi fratelli corrono verso Groot cercando la loro madre, questa giunge per portarli via, mentre Groot li osserva con emozione.

## Nasi di Groot in giro
- Titolo originale: Groot Noses Around

### Trama
Mentre cerca delle batterie per il suo controller, Baby Groot acquisisce il senso dell'olfatto dopo essersi attaccato un naso protesico al suo viso. Tuttavia, dopo aver riconosciuto l'odore nauseante della sua stanza, decide di staccarsi il naso poco dopo aver recuperato le batterie.

## Groot sulla neve
- Titolo originale: Groot Noses Around

### Trama
Dopo essere approdato su un pianeta innevato, Baby Groot gioca nella neve e decide di costruire un pupazzo di neve robotico. Tuttavia, improvvisamente, il pupazzo prende vita e diventa ostile, minacciando sia Groot che la nave. Groot riesce a sconfiggerlo sfruttando il fatto che nella testa del pupazzo è contenuta una parte del motore che si accende dopo un colpo concussivo, fornito da un preciso lancio di palla di neve. Nonostante la sua distruzione, una forma di vita persiste in uno dei suoi occhi rimanenti.

## La dolce delizia di Groot
- Titolo originale: Groot's Sweet Treat

### Trama
Baby Groot vede un'astronave simile a un camioncino dei gelati fluttuare fuori dalla nave. Volendo mangiare del gelato, Baby Groot cerca dei soldi sulla nave, trovandone infine alcuni dopo aver rotto una macchina per artigli, solo per poi scoprire che l’astronave è già partita. Disperato, Baby Groot la insegue in una capsula, provocando un incidente che distrugge entrambi i veicoli. Mentre Baby Groot mangia il gelato rimanente viene circondato dalle navi pattuglia della Nova Corps.

## Groot e la Grande Profezia
- Titolo originale: Groot and the Great Prophecy

### Trama
L'Osservatore racconta di come Baby Groot vaghi per un tempio di un seme sacro. Ma perde accidentalmente il seme a causa della lava in fiamme e poi il tempio crolla. Tra i detriti, Baby Groot emerge con le foglie cresciute e l'Osservatore capisce (metaforicamente) che Groot è il seme che sorge dal terreno.